# Castle Hill Hospital

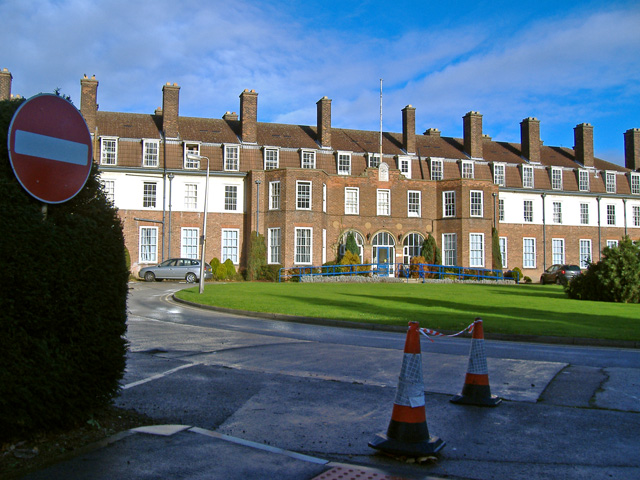
Castle Hill Hospital.

El Castle Hill Hospital es un complejo hospitalario de la red del sistema nacional sanitario del Reino Unido (National Health Service). Se encuentra situado en la ciudad de Cottingham, en el condado de Yorkshire, en el norte de Inglaterra.
El hospital está construido sobre los terrenos de una antigua mansión llamada Cottingham Castle, propiedad de Thomas Thompson hasta finales del siglo XIX. Durante ese siglo, recorrían la zona numerosos manantiales de agua fresca que vertían al cercano arroyo Springhead. 
En la actualidad se están llevando a cabo obras para la construcción del nuevo Cancer Center.